# Шамова, Елена Вячеславовна
Еле́на Вячесла́вовна Ша́мова (род. 21 марта 1988, Ташкент) — российская актриса.

## Биография
Елена Шамова родилась 21 марта 1988 года в городе Ташкенте, Узбекской ССР.
В 2009 году окончила актёрский факультет (курс Бородина А. В.) Российского университета театрального искусства ГИТИС.

## Фильмография
1. 2009 — Летом я предпочитаю свадьбу… — Даша
2. 2011 — Жизнь и приключения Мишки Япончика — Циля Аверман
3. 2011 — Прорицатель Омар Хайям. Хроника легенды (в производстве) — Туркан
4. 2012 — Услышать море
5. 2012 — Чемпионы из подворотни — Оксана
6. 2014 — Екатерина — Джемма